# ماليك ويليامز
ماليك ويليامز (بالإنجليزية: Malique Williams)‏ (مواليد 13 أغسطس 1988) هو سبّاح من أنتيغوا وباربودا، مثّل بلاده في الألعاب الأولمبية الصيفية 2004.

## روابط خارجية
ماليك ويليامز على موقع الاتحاد الدولي للسباحة (الإنجليزية)
- ماليك ويليامز على موقع اللجنة الأولمبية الدولية (الإنجليزية)
- ماليك ويليامز على موقع أوليمبيديا (الإنجليزية)